# Vinylverf
Vinylverf is een verf met als bindmiddel polyvinylacetaat.
De kunststof polyvinylacetaat werd in 1911 ontdekt door Fritz Klatte. Vanaf de jaren twintig werden dispersies van polymeer vinylacetaat gebruikt als bindmiddel in industriële verf, vooral als een weerbestendige buitenverf. In 1938 kwam de eerste vinylverf op waterbasis voor kunstenaars op de markt. Deze raakte in het Engels bekend onder de ietwat verwarrende naam polymer tempera. De droging bij deze verf komt tot stand doordat het water verdampt en de gedispergeerde vinyldeeltjes — die de vloeistof melkwit maken — daarbij in een harde, voor water onoplosbare, laag neerslaan. De laag is helder maar weinig flexibel. Om dit te verhelpen werden eerst weekmakers toegevoegd, maar die leiden tot latere vergeling en verbrossing. Vanaf het midden van de jaren vijftig kwamen er daarom merken met toevoegingen van copolymere acrylaatharsdispersies op de markt, zoals Everflex BG en Polyco. Deze hebben een wat soepeler verffilm; overigens bestaat er geen gevaar dat de verffilm zelf barst.
Vinylverf wordt tegenwoordig niet vaak door de kunstenaar gebruikt en dan nog het meest voor muurschilderingen. Het verwante acrylverf is veel populairder geworden. Avant-garde kunstenaars hebben vanaf 1946 soms geëxperimenteerd met een eigengemaakte vinylverf, door simpelweg pigment aan de veelgebruikte polyvinyllijm toe te voegen; deze werken hebben een slechte conservering. Het industriële belang is echter groot: de verf verweert veel minder dan acrylverf en is zeer slijt- en krasvast en eenvoudig schoon te maken. Daarbij is hij vrij goedkoop. Een nadeel is de hoge brandbaarheid na droging; de verffilm begint zacht te worden boven 30 C°.
Het is mogelijk om vinylverf voor de onderschildering van een olieverfschilderij te gebruiken, maar dan moet de verffilm minstens 50% pigment bevatten, anders ontstaan er vrij snel barsten in de opliggende olieverflaag.